# Ким Гон У
Ким Гон У (кор. 김건우, англ. Kim Kun-woo, род. 20 марта 1998 года в Соннаме, Южная Корея) — корейский шорт-трекист, двукратный призёр чемпионатов мира. Выступает за команду "Sports Totobing Top" (Инчхон).

## Биография
Ким Гон У начал кататься на коньках в возрасте 6-ти лет, последовав за своей сестрой. Впервые он отобрался в сборную на сезон 2015/16, а 16 сентября 2015 года произошёл инцидент с нападением, после чего он был исключен из отборочного раунда национальной сборной в 3-м туре отбора. После этого он обругался плохими словами и был дисквалифицирован на один сезон, но вновь вернулся в команду. 26 ноября 2015 года, после 2-го этапа Кубка мира, 17-летний Ким Гон У снова попал в пьяный инцидент. На этот раз, как и в деле о нападении, его временно отстранили по 100% его вине, даже не задумавшись, действительно ли он сделал что-то не так. Однако наказание было недолгим, его отстранили лишь на 5-й и 6-й этапы Кубка мира и на чемпионат мира 2016 года.
7 апреля 2016 года выяснилось, что он незаконно играл в азартные игры в тренировочном лагере. Существовала вероятность того, что его навсегда исключать из сборной, но опять пожалели. 
В сезоне 2018/19 он прошёл отбор в национальную сборную и в том же сезоне выиграл забег на 1500 метров на трёх этапах, тем самым стал обладателем Кубка мира на дистанции 1500 метров в общем зачёте. 27 февраля 2019 года в спортивной деревне Цзиньчхон его поймали на входе в женское общежитие без разрешения. Ким Гон У пришёл, чтобы передать лекарства от простуды Ким Е Джин. Его обнаружила спортсменка из другого вида спорта и доложила руководству, после чего его отстранили от соревновании на три месяца, до рассмотрения дисциплинарного рассмотрения руководством, а также обязали перспективного спортсмена отработать 20 часов на общественных работах. Из-за этого запрета он не смог участвовать в чемпионате мира 2019 года. Ему разрешили пройти национальный отбор в сезоне 2020/2021, но из-за пандемии коронавируса сезон был отменён.
В сезоне 2023/2024 Гон У вернулся в команду после 4-х лет отсутствия. Он остановился в спортивном тренировочном лагере в Цзиньчхоне и финишировал вторым в общем зачете соревнований по отбору в национальную команду. Уже в октябре на 1-м этапе Кубка мира в Монреале он одержал победу на дистанции 1000 метров, а через неделю на 2-м этапе там же в Монреале выиграл второе золото в беге на 1500 метров. На 4-м этапе в польском городе Томашув-Мазовецки, в декабре, Ким Гон У выиграл три золотые медали, в забеге на 1000 метров и дважды на 1500 метров. На чемпионате четырёх континентов в Лавале стал бронзовым призёром в забеге на 1500 метров и выиграл золотую медаль с командой в мужской эстафете. В марте 2024 года на чемпионате мира в Роттердаме завоевал серебро в мужской эстафете и занял лучшее 8-е место в индивидуальной гонке на 1500 метров.

## Личная жизнь
Ким Гон У обучался в начальной школе Мэй Сон и средней школе Сохен. Окончил в Сеуле Корейский университет спорта в степени бакалавра на факультете физического воспитания. Любит путешествовать, смотрит теннис, слушает музыку и танцует.